# Batalla de Calanda
La batalla de Calanda fou un dels episodis de la primera guerra carlina.

## Antecedents
La rebel·lió va esclatar després de la convocatòria de les Corts el 20 de juny de 1833 quan el pretendent don Carles, refugiat a Portugal es va negar a jurar lleialtat a Maria Cristina de Borbó-Dues Sicílies i l'1 d'octubre, recolzat per Miquel I de Portugal va el seu dret al tron.
A la pràctica la rebel·lió va començar el dia 2 a Talavera de la Reina quan els voluntaris reialistes locals van proclamar a Carles rei d'Espanya iniciant una sèrie d'insurreccions de guerrillers, ex militars i voluntaris, assumint en molts casos el control del govern municipal. A Catalunya, la rebel·lió de Josep Galceran a Prats de Lluçanès el 5 d'octubre va ser sufocada pel capità general Llauder. A Morella, Rafael Ram de Viu Pueyo va proclamar rei a Carles V el 13 de novembre, però davant de la dificultat de defensar la vila del governador de Tortosa Manuel Bretón que s'hi dirigia amb 600 homes i artilleria, evacuà la vila 9 de desembre amb els seus 1.200 partidaris en direcció a Calanda i va ser ocupada per forces liberals el 10 de desembre, mentre el coronel Linares es dirigia a Calanda per interceptar els carlins amb 800 homes i 27 genets.

## Batalla
El 6 de desembre de 1833, en veure els liberals, els carlins de Ram de Viu que ocupaven l'ermita de Santa Bàrbara van obrir foc, retirant-se a les trinxeres muntades a Calanda, que ocupaven el gruix dels rebels, on reberen un atac frontal fins que sortiren en desbandada i foren capturats pels liberals.

## Conseqüències
Ram de Viu va escapar, deixant dona i fills en mans dels liberals, però fou reconegut i capturat el 27 de desembre a Manzanera, i jutjat i afusellat a Terol el 12 de gener de 1834. Manuel Carnicer va assumir la prefectura militar de l'exèrcit carlí al Baix Aragó i el Maestrat, i intentà unir les forces del Maestrat amb les que operaven al Principat i estendre la revolta a la vall del Segre i l'Urgell, però va patir una severa derrota prop de la població de Maials.